# Hypleurochilus bananensis
Hypleurochilus bananensis är en fiskart som först beskrevs av Poll, 1959.  Hypleurochilus bananensis ingår i släktet Hypleurochilus och familjen Blenniidae. IUCN kategoriserar arten globalt som livskraftig. Inga underarter finns listade i Catalogue of Life.